# 라트비아 요리

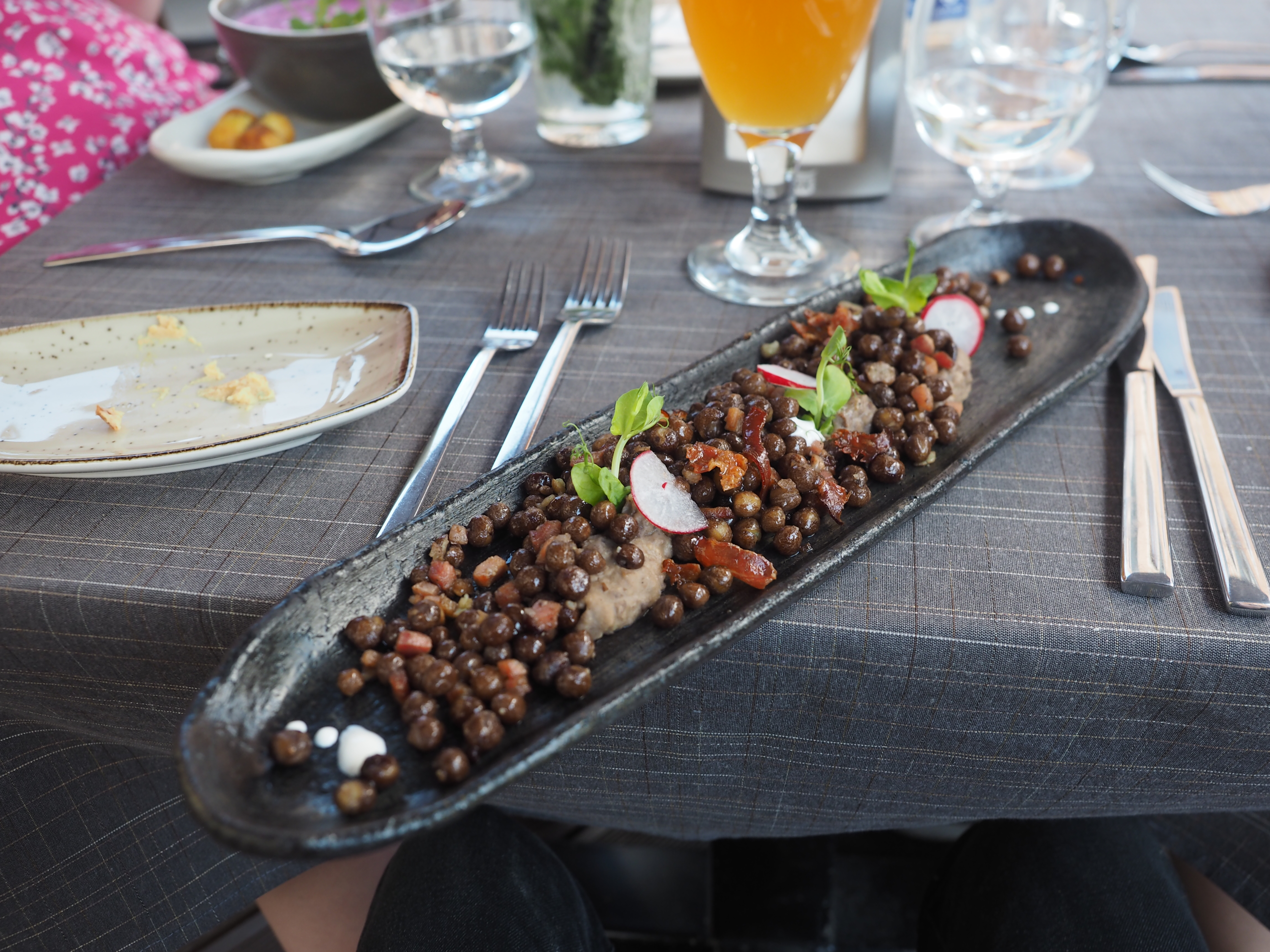
펠레키에 지르니 아르 스페치

라트비아 요리(Latvia 料理, 라트비아어: latviešu virtuve 라트비에슈 비르투베)는 동유럽 발트 지방에 있는 라트비아의 요리이다. 대개 농산물과 육류를 고루 섞어서 만드는 것이 특징이다. 라트비아가 발트해를 끼고 있다보니 생선도 많이 식탁에 등장하는 편이다.
라트비아의 요리는 이웃 국가의 영향을 많이 받아왔다. 한편 많이 쓰는 식 재료로는 감자, 밀, 보리, 양파, 배추, 달걀, 돼지고기 등이 있다. 대개 지방질을 많이 함유하는 것도 한 특질이라고 할 수 있다. 베이컨과 함께 완두콩을 곁들여서 삶아 먹는 요리가 가장 대표적인 것이라고 할 수 있다. 하지만 사실 햄과 콩을 곁들여 먹는 이런 요리는 라트비아 인들에겐 아주 진부한 요리에 속한다.
전통적인 라트비아식 치즈는 카라웨이 치즈(caraway cheese)의 일종인데 라트비아 어로 Ķimeņu siers라고 부른다. 야니(Jāņi)라고 하는 6월 중순에 있는 라트비아 축제 때에 먹는 음식이다. 소고기 수프인 보르시치(borshch), 감자샐러드인 라솔스(rasols)도 있다. 북유럽 여타 국가들처럼 라트비아에서도 자국식의 피라기(pīrāgi)가 있는데 우리식으로 생각하면 밀가루 반죽 속에 속을 넣어서 찌거나 구워 낸 만두의 일종이라고 생각하면 될 것이다. 맥주와 보드카, 라트비아의 전통 술인 발잠(balzams)이 잘 알려진 음료이다.

## 사진

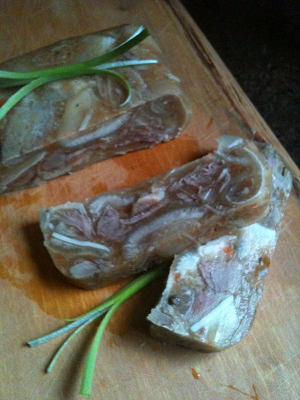
헤드치즈
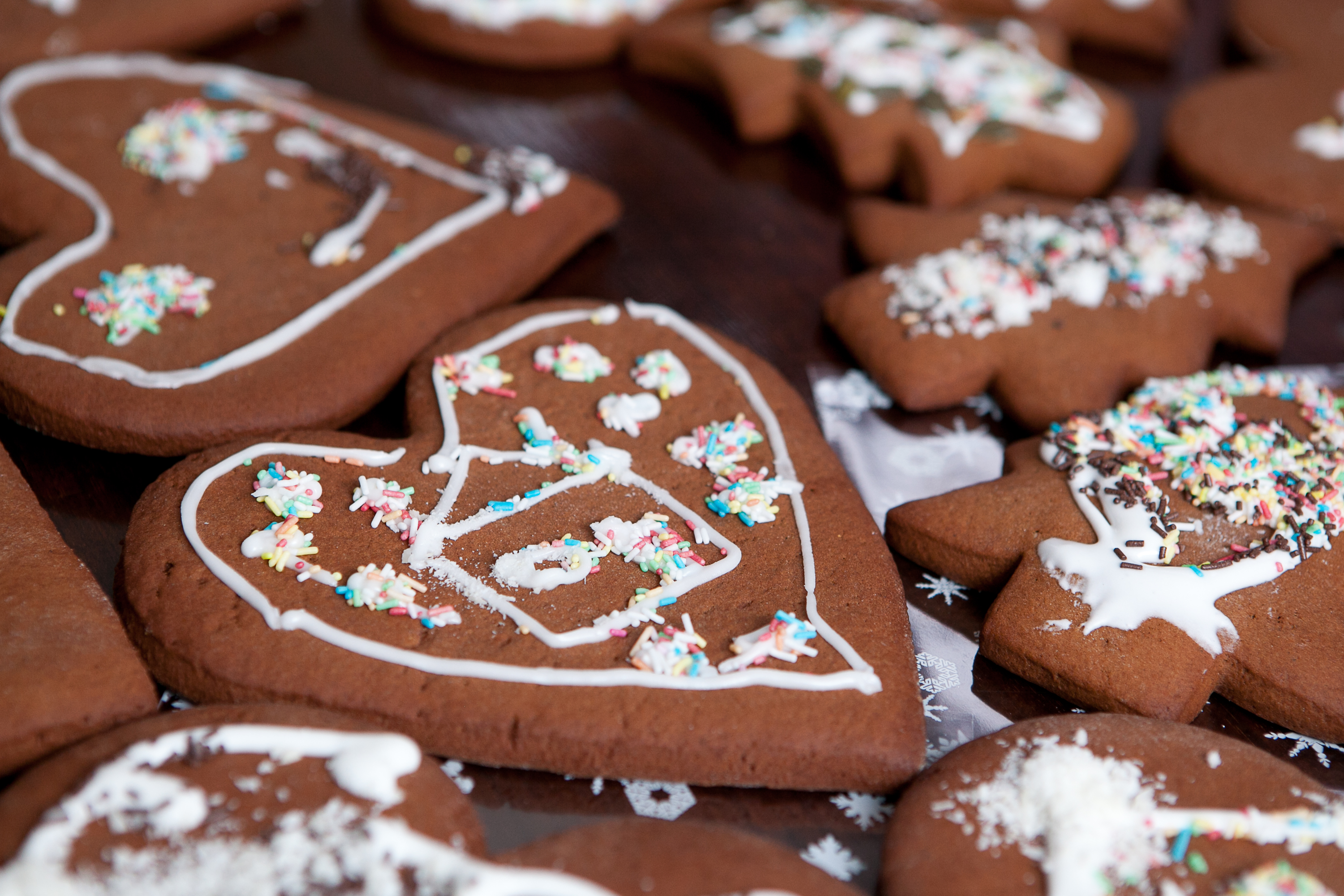
생강빵
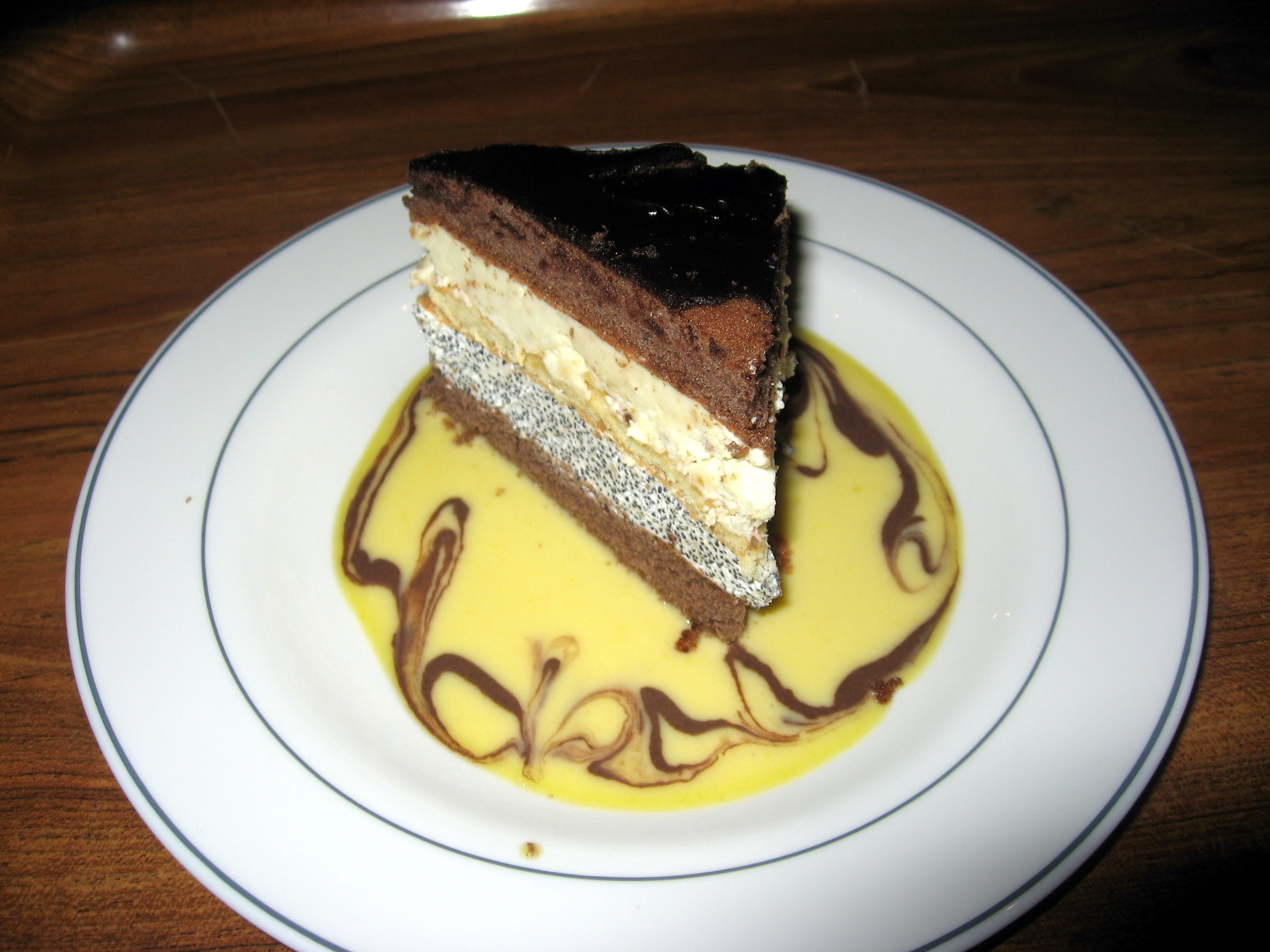
케이크
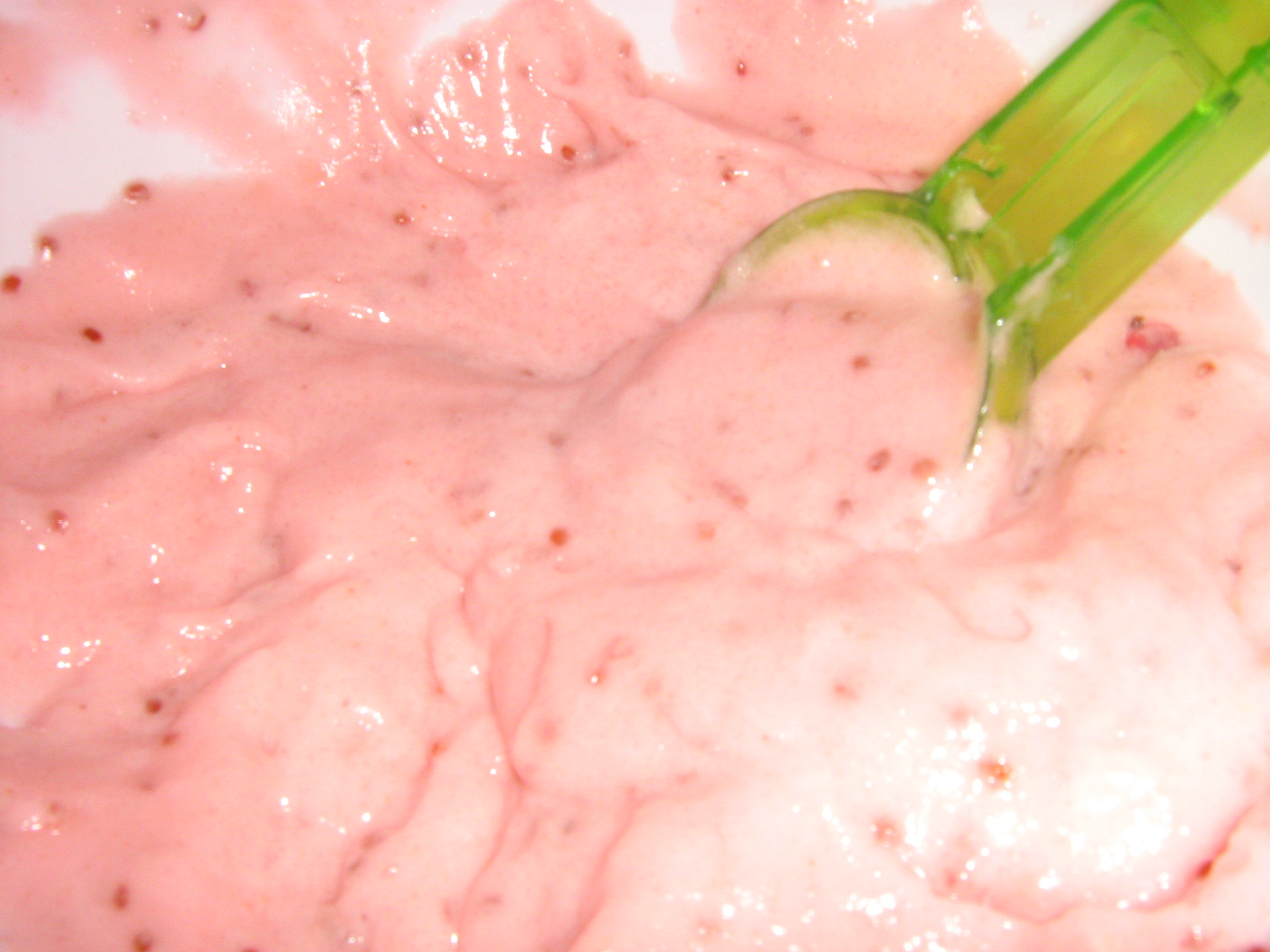
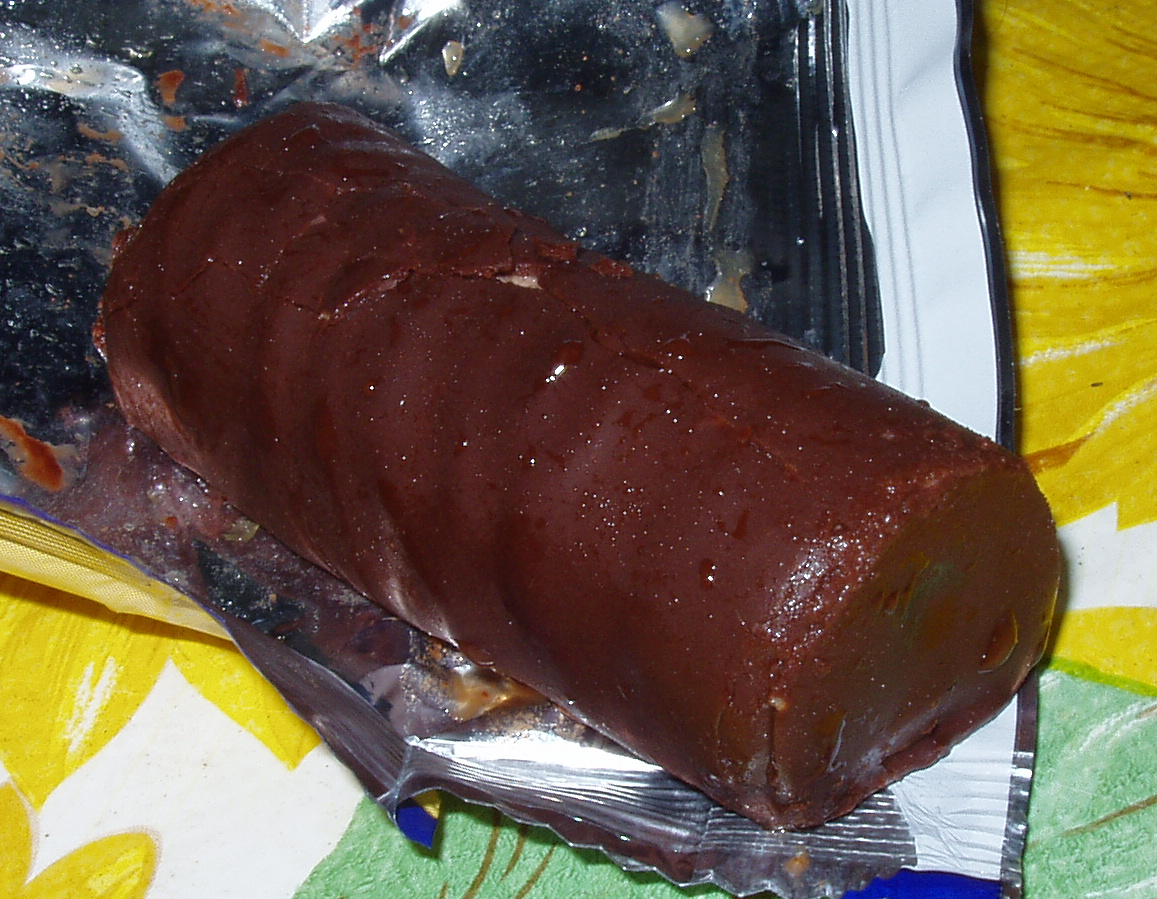
커드 스낵
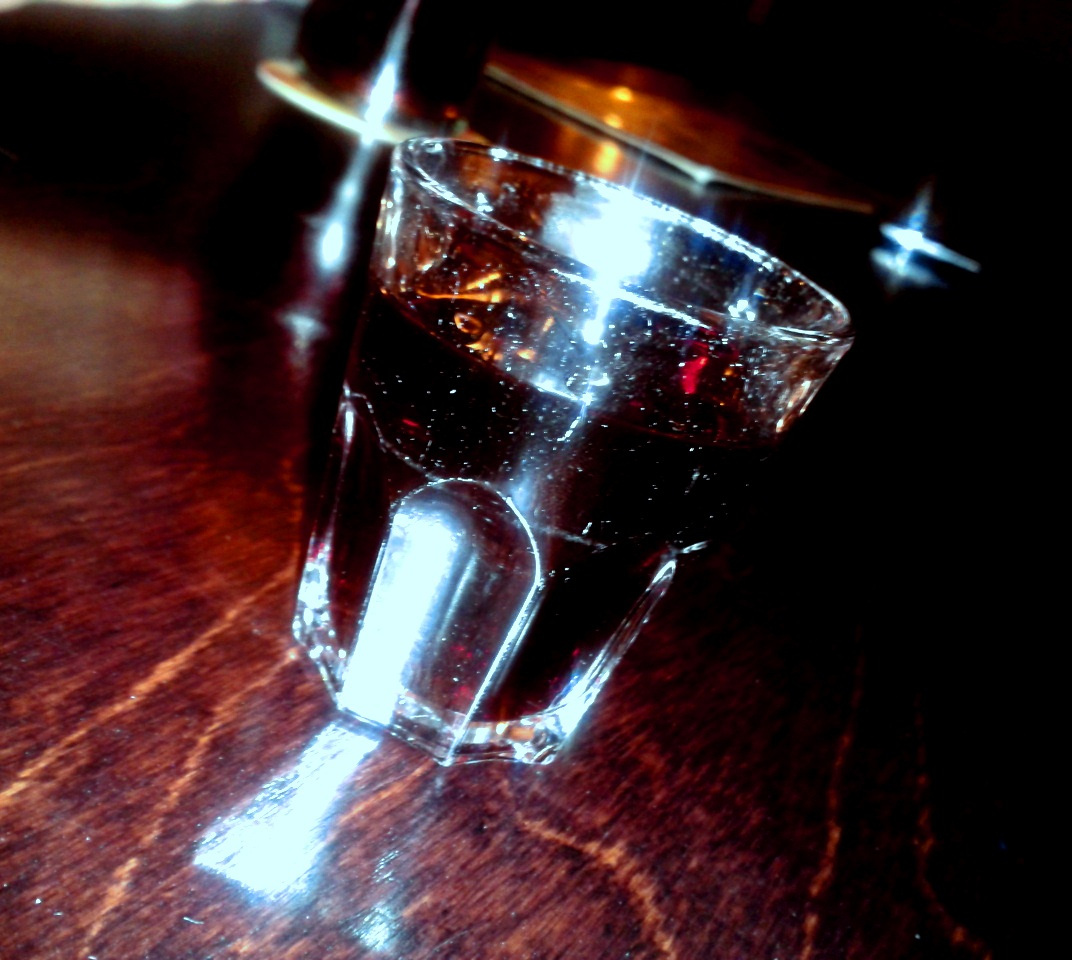
발삼

## 같이 보기
- 동유럽 요리